# میخاییل لومونسف
میخاییل واسیلویچ لومونسف، (به انگلیسی: Mikhail Vasilyevich Lomonosov)، (به روسی: Михаи́л Васи́льевич Ломоно́сов)، (زاده، ۱۹ نوامبر ۱۷۱۱- درگذشته ۱۵ آوریل ۱۷۶۵) یک نویسنده و دانشمند اهل روسیه بوده‌است.
وی همکاری‌های بسیاری در ادبیات، آموزش و پرورش و دانش داشته‌است. کشف جو ناهید و قانون پایستگی جرم از جمله کارهای وی می‌باشند. حوزه‌هایی که وی در آن کار کرده شامل دانش طبیعت، شیمی، فیزیک، معدن‌شناسی، تاریخ، هنر، فلسفه، ابزارهای اپتیک می‌باشد. وی هم چنین شاعر نیز بوده‌است.
وی در روستای دینروکا که بعدها به افتخار وی لومونسف نامیده شد، در آرخانگلسک در شمال روسیه زاده شد.
میخاییل لومونسف نخستین رئیس موزه دولتی تاریخ روسیه بود.